# Cynoglossus capensis
 Cynoglossus capensis és un peix teleosti de la família dels cinoglòssids i de l'ordre dels pleuronectiformes que viu al sud-est de l'Atlàntic (des de Namíbia fins a KwaZulu-Natal).